# I'm Good (Blue)
I'm Good (Blue) è un singolo del DJ francese David Guetta e della cantante statunitense Bebe Rexha, pubblicato il 26 agosto 2022 come primo estratto dal terzo album in studio di Bebe Rexha Bebe.

## Antefatti
Guetta e Rexha hanno collaborato in passato ai singoli Hey Mama (2015), Say My Name (2018) e Family (2021), e ai brani Yesterday (2015) e Last Hurrah (Remix) (2019), la maggior parte dei quali ha riscosso successo commerciale.
Registrato nel 2017, I'm Good (Blue) è stato suonato per la prima volta in assoluto da Guetta in occasione dell'annuale Ultra Music Festival. Tuttavia, ha iniziato a guadagnare popolarità solo nell'agosto del 2022 dopo che uno snippet della canzone è diventato virale su TikTok.

## Descrizione
I'm Good (Blue) è un brano dance suonato in chiave di Sol minore a tempo di centoventotto battiti al minuto. È stato scritto e composto dalla stessa cantante in collaborazione con Phil Plested e David Guetta e prodotto da quest'ultimo con Timofey Reznikov.
Il brano contiene un campionamento del singolo del 1998 Blue (Da Ba Dee) degli Eiffel 65; pertanto, i membri degli Eiffel 65 Gianfranco Randone e Maurizio Lobina, così come il co-produttore del brano originale Massimo Gabutti, hanno i crediti per la composizione.
La canzone è stata descritta come una «hit emozionale da club» che combina la «voce sentimentale» della Rexha con «accordi di pianoforte euforici» e «un'energia da dancefloor elettrizzante».

## Video musicale
Un lyric video è stato pubblicato sul canale YouTube di Guetta in concomitanza con la diffusione del brano. La clip, girata a Ibiza nel mese di settembre e diretta da KC Locke, è stata pubblicata il 20 settembre 2022.

## Promozione
Guetta e Rexha hanno esibito il brano all'Ushuaïa Ibiza il 24 ottobre 2022. Il video dell'esibizione, che fa parte del video musicale, è stato pubblicato interamente attraverso il canale YouTube del DJ. I due, inoltre, l'hanno presentato agli MTV Europe Music Awards 2022, dove hanno ricevuto il premio alla miglior collaborazione.
Rexha si è esibita sulle note di I'm Good (Blue) in altre occasioni: nell'ambito degli American Music Awards il 20 novembre 2022, al Thanksgiving Halftime Show dei Detroit Lions il 24 novembre 2022 come parte di un medley e al 102.7 Kiis FM's Jingle Ball di iHeartRadio il 3 dicembre 2022. L'anno seguente l'ha eseguito nuovamente dal vivo il 5 marzo ai Kids' Choice Awards e il 17 aprile al Coachella.
Ai BRIT Awards 2023 Guetta ha presentato I'm Good (Blue) con la parte vocale di Sam Ryder in un medley.

## Tracce
Testi e musiche di Bebe Rexha, David Guetta, Gianfranco Randone, Camille Purcell, Massimo Gabutti, Maurizio Lobina e Phil Plested.
Download digitale, streaming
1. I'm Good (Blue) – 2:55

Download digitale, streaming – The Complete Collection
1. I'm Good (Blue) – 2:55
2. I'm Good (Blue) (Acoustic) – 2:18
3. I'm Good (Blue) (Stage Mix) – 3:55
4. I'm Good (Blue) (Tiësto Remix) – 2:58
5. I'm Good (Blue) (R3hab Remix) – 2:48
6. I'm Good (Blue) (Oliver Heldens Remix) – 3:06
7. I'm Good (Blue) (Gabry Ponte Remix) – 2:46
8. I'm Good (Blue) (Cedric Gervais Remix) – 2:59
9. I'm Good (Blue) (DJs from Mars Remix) – 2:43
10. I'm Good (Blue) (Brooks Remix) – 2:50
11. I'm Good (Blue) (Reaper Remix) – 2:54
12. I'm Good (Blue) (Header Remix) – 3:42
13. I'm Good (Blue) (Tiësto Remix Extended) – 3:43
14. I'm Good (Blue) (R3hab Extended Remix) – 3:47
15. I'm Good (Blue) (Oliver Heldens Extended Remix) – 4:49
16. I'm Good (Blue) (Gabry Ponte Remix Extended) – 4:06
17. I'm Good (Blue) (Cedric Gervais Extended Remix) – 4:44
18. I'm Good (Blue) (DJs from Mars Remix Extended) – 4:00
19. I'm Good (Blue) (Brooks Remix Extended) – 3:42
20. I'm Good (Blue) (Reaper Extended Remix) – 3:30
21. I'm Good (Blue) (Header Extended Remix) – 4:39
22. I'm Good (Blue) (Ralph Wegner Extended Remix) – 4:44

## Successo commerciale
I'm Good (Blue) ha debuttato all'81ª posizione della Billboard Hot 100 dopo aver accumulato 5,2 milioni stream e 9 400 vendite digitali durante la sua prima settimana di disponibilità. Ha in seguito scalato la graduatoria fino alla 4ª posizione, diventando la settima hit di Guetta (la prima da Hey Mama) e la quarta di Rexha ad aver raggiunto la top ten.

## Classifiche

### Classifiche settimanali
| Classifica (2022-23) | Posizione massima |
| -------------------- | ----------------- |
| Argentina            | 53                |
| Australia            | 1                 |
| Austria              | 1                 |
| Belgio (Fiandre)     | 1                 |
| Belgio (Vallonia)    | 1                 |
| Bielorussia          | 2                 |
| Bulgaria             | 2                 |
| Canada               | 1                 |
| Croazia              | 10                |
| Danimarca            | 1                 |
| Estonia              | 29                |
| Finlandia            | 1                 |
| Francia              | 4                 |
| Germania             | 1                 |
| Grecia               | 1                 |
| India                | 18                |
| Irlanda              | 2                 |
| Islanda              | 1                 |
| Israele              | 54                |
| Italia               | 7                 |
| Kazakistan           | 4                 |
| Lettonia             | 1                 |
| Libano               | 2                 |
| Lituania             | 2                 |
| Lussemburgo          | 1                 |
| Moldavia             | 1                 |
| Norvegia             | 1                 |
| Nuova Zelanda        | 4                 |
| Paesi Bassi          | 1                 |
| Panama               | 53                |
| Paraguay             | 97                |
| Polonia              | 1                 |
| Portogallo           | 9                 |
| Regno Unito          | 1                 |
| Repubblica Ceca      | 1                 |
| Romania              | 1                 |
| Russia               | 8                 |
| Singapore            | 6                 |
| Slovacchia           | 1                 |
| Spagna               | 18                |
| Stati Uniti          | 4                 |
| Sudafrica            | 9                 |
| Svezia               | 1                 |
| Svizzera             | 1                 |
| Ucraina              | 2                 |
| Ungheria             | 3                 |

### Classifiche di fine anno
| Classifica (2022) | Posizione |
| ----------------- | --------- |
| Australia         | 25        |
| Austria           | 31        |
| Belgio (Fiandre)  | 32        |
| Belgio (Vallonia) | 39        |
| Canada            | 41        |
| Danimarca         | 24        |
| Francia           | 69        |
| Germania          | 30        |
| Islanda           | 22        |
| Italia            | 73        |
| Lituania          | 41        |
| Norvegia          | 16        |
| Paesi Bassi       | 20        |
| Regno Unito       | 25        |
| Russia            | 160       |
| Svezia            | 20        |
| Svizzera          | 16        |
| Ungheria          | 24        |
| Classifica (2023) | Posizione |
| Australia         | 23        |
| Austria           | 4         |
| Belgio (Fiandre)  | 14        |
| Belgio (Vallonia) | 15        |
| Bielorussia       | 18        |
| Brasile           | 126       |
| Canada            | 4         |
| Danimarca         | 22        |
| Estonia           | 60        |
| Francia           | 17        |
| Germania          | 5         |
| Islanda           | 24        |
| Italia            | 49        |
| Kazakistan        | 79        |
| Moldavia          | 4         |
| Norvegia          | 12        |
| Paesi Bassi       | 12        |
| Polonia           | 25        |
| Portogallo        | 30        |
| Regno Unito       | 13        |
| Russia            | 45        |
| Spagna            | 85        |
| Stati Uniti       | 10        |
| Svezia            | 16        |
| Svizzera          | 4         |
| Ucraina           | 5         |
| Ungheria          | 61        |
| Classifica (2024) | Posizione |
| Austria           | 51        |
| Bielorussia       | 69        |
| Francia           | 93        |
| Germania          | 57        |
| Paesi Bassi       | 97        |
| Portogallo        | 107       |
| Svizzera          | 26        |
| Ucraina           | 169       |
| Ungheria          | 85        |

## Riconoscimenti
- Billboard Music Awards[109]
  - 2023 – Miglior canzone dance/elettronica

- BRIT Awards[110]
  - 2023 – Candidatura alla Canzone internazionale dell'anno

- Grammy Awards[111]
  - 2023 – Candidatura alla Miglior registrazione dance

- iHeartRadio Music Awards[112]
  - 2023 – Canzone dance dell'anno
  - 2023 – Candidatura all'Uso preferito di un campionamento

- MTV Europe Music Awards[25]
  - 2022 – Miglior collaborazione

- MTV Video Music Awards[113]
  - 2023 – Candidatura alla Miglior collaborazione

- NRJ Music Awards[114]
  - 2022 – Candidatura alla Canzone internazionale dell'anno
  - 2022 – Candidatura al Riadattamento